# 信越トライウォーク
『信越トライウォーク』（しんえつトライウォーク）は、信越地方のケーブルテレビ8局が共同制作している情報バラエティ番組。長野県ではiネット飯山、テレビ北信、ふう太ネット木島平、テレビ菜の花が、新潟県では上越ケーブルビジョン、佐渡テレビジョン、魚沼ケーブルテレビ、能生ケーブルネットが制作に参加している。
信越地方のほかに富山県内でも放送中。2010年5月からは、CS放送・ジャパンケーブルキャストでも放送されている。